# Czigler László
Czigler László (Pécs, 1971. szeptember 21. –) 150-szeres válogatott kosárlabda-játékos, kosárlabdaedző.

## Karrierje
Játékosként 1989-ben csatlakozott a PVSK másodosztályú csapatához. 1992-ben a csapattal feljutott az A-csoportba, júniusban az olimpiai selejtezőtornán bemutatkozott a válogatottban, és a holtszezonban a Körmend leigazolta, ahol 1998-ig egy bajnoki és 5 kupagyőzelmet (továbbá egy-egy bajnoki ezüst- és bronzérmet) nyert. 1998-ban hazaigazolt a Matáv Pécs csapatába, ahol egy kupaezüstöt és egy bajnoki bronzérmet nyert. 1999-ben tagja volt az Európa-bajnoki keretnek.
2000-ben a megszűnő csapatból átigazolt az Atomerőmű SE csapatába, ahol 2007-ig újabb 3 bajnoki és 3 kupagyőzelmet, 2 bajnoki ezüstérmet szerzett. 2007 és 2010 között a nevelőegyesületében, a PVSK-Panthers csapatával egy bajnoki ezüstérmet és egy kupagyőzelmet szerzett, közben a 7–14 éveseknek nyári kosárlabda tábort szervezett. 2010-ben a Nyíregyháza csapatához igazolt, ahonnan 2011 augusztusában egy sérülés miatt távozott. Utolsó szezonjában a B csoportos Kanizsa KK játékosa volt.
2012-ben a PVSK-Pannonpower csapatának másodedzője lett Csirke Ferenc mögött, egyben az U23-as csapat edzője is lett. 2013. március 13-án távozott, amikor kinevezték az Atomerőmű SE vezetőedzőjének, ahonnan két edzés után felmondott és visszament a PVSK-ba. 2015-ig volt a Pécsi VSK másodedzője ill. utánpótlásedzője, 2015-ben a Salgótarjáni KSE vezetőedzője lett 1 évre. 2016-ban 7 mérkőzés erejéig az MTK Budapest női csapatának vezetőedzője.

## Sikerei
- Magyar bajnok (1996, 2002, 2005, 2006)
- Magyar bajnoki 2. (1997, 2001, 2004, 2009)
- Magyar bajnoki 3. (1994)
- Magyar kupa 1. (1993, 1994, 1995, 1997, 1998, 2001, 2003, 2005, 2009)

## Klubjai játékosként
- 1989–1992  PVSK (NB I/B)
- 1992–1998  BC Körmend (1993 Korać Kupa, 1994 KEK, 1995 KEK, 1996 KEK, 1997 KEK és EuroCup, 1998 EuroCup)
- 1998–2000  Matáv SE Pécs (2000 Saporta Kupa)
- 2000–2007  Atomerőmű SE (2001 Korać Kupa, 2002 Korać Kupa, 2003 KEK, 2007 EuroCup)
- 2007–2010  PVSK-Panthers
- 2010–2011  Marso-Vagép NYKK
- 2011–2012  Kanizsa KK (NB I/B)

## Klubjai edzőként
- 2012–2013  PVSK-Panthers (másodedző és utánpótlás-edző)
- 2013  Atomerőmű SE (vezetőedző, 1 napig)
- 2013–2015  PVSK-Panthers (másodedző és utánpótlás-edző)
- 2015–2016  Salgótarjáni KSE (vezetőedző)
- 2016  MTK Budapest női (vezetőedző)